# José Gonçalo da Gama
José Gonçalo da Gama foi um administrador colonial português que exerceu o cargo de Governador e de Capitão-General conjuntamente com João de Câmara na Capitania-Geral do Reino de Angola entre 1779 e 1782, tendo sido antecedido por António de Lencastre e sucedido por um período de Junta Governativa que durou de 1782 a 1784.